# Cezaropapizam
Cezaropapizam označava primat državne vlasti nad crkvenom. Termin je skovao Maks Veber. Odnos između crkve i države u Vizantiji tradicionalno se naziva simfonija.

## Cezaropapizam u Vizantiji
Ovakvo uređenje je postojalo u Vizantiji, gde je poglavar svetovne vlasti (car) faktički bio i poglavar crkve: on je imenovao crkvenog poglavara, carigradskog patrijarha. Carevi su se često mešali u dogmatske sporove, regulišući dogmu i rituale ediktima i zakonima. Takva situacija je postojala u Istočnom rimskom carstvu iz vremena prvih vaseljenskih sabora (počevši od borbe protiv arijanstva), tokom kojih su crkvena lica apelovala na cara u rešavanju dogmatskih, obrednih i crkvenih pitanja. Konačno, takva odredba je bila sadržana u Kodeksu i Novelama cara Justinijana, koji je rekao da je „izvor sveg bogatstva crkve velikodušnost cara“.
Već car Konstantin Veliki je uvodio cezaropapizam, kad je dao hrišćanstvu slobodu Milanskim ediktom 313. To se pokazalo naročito na Prvom vaseljenskom saboru u Nikeji 325. godine u vreme cara Konstantina Velikog.
Vaseljensko hrišćanstvo je imalo postati temelj vaseljenskog carstva. Car, a ne papa, sazvao je episkope čitavog carstva na prvi opšti (univerzalni, vaseljenski) sabor, da bi se tamo uklonile verske razlike. Kao „episkop za spoljna područja“ (grčki: episkopos ton ektos) osećao se potpuno saodgovoran za Crkvu. Tu svoju brigu je izrazio na otvorenju prvog sabora tim rečima upravljenim saborskim očevima: »Moja velika želja je bila, moji prijatelji, da se skupa s vama radujem tog sabora. Gori nego rat i strašniji nego bitka se meni čini taj unutrašnji raskol u Božjoj Crkvi«. Tako Evzebije o otvorenju sabora.
Vizantijski cezaropapizam se širio na celo carstvo. Vremenom su carevi, počevši sa Justinijanom I, nametali odobrenje izabranom papi u Rimu, da je smeo vršiti svoju službu. Rim se uprkos tome u verskim pitanjima nije pokoravao diktatima iz Carigrada, kao što to pokazuje slučaj pape Severina i drugih pontifika, među kojima su bili i mučenici.
Episkop Hilarije Poatjejski je pisao u vezi toga o Konstantinovom nasledniku Konstanciju: »Ne bije nas po leđima, škaklja nas po trbuhu. Ne pleni nam imutak, bogati nas za smrt. Časti nas u svojoj palati, da nas zarobi. Ne seče nam glave mačem, našu dušu ubija zlatom.«
Na Zapadu je spasio Crkvu iz carevog »zagrljaja« sveti Ambrozije Milanski, nadalje Lav Veliki i Grgur Veliki, a na Istoku sveti Jovan Zlatousti.

### Simfonija
Ovaj tip odnosa je našao svoju pravnu formulaciju u tzv. simfoniji, koja je prvi put bila formulisana u 6. veku u šestoj Justinijanovoj noveli. Justinijanovo učenje o „simfoniji“ poznavao je i Sveti Sava koji u Zakonopravilu prevodi najvažnija mesta tog vizantijskog učenja koje je sledio kao model.
Vizantijski model »državne Crkve« zaživeo je naročito u carskoj Rusiji, gde je na primer imperator sveruski (laik, a ne posvećeni vladika ili sveštenik) Hristovom ikonom blagoslivljao oficire i vojnike pred odlazak na bojno polje u Rusko-japanskom ratu.

## Cezaropapizam u istoriji i danas
- U islamu cezaropapizam je još izrazitiji; njegov osnivač Muhamed je bio u jednoj ličnosti vrhovni državni, vojni i verski poglavar.
- U periodu posle reformacije a posebno verskih ratova uvodi se kruti cezaropapizam; po načelu »« (»Čija je zemlja — njegova je veroispovest«) feudalni gospodar je određivao versku pripadnost svojih podanika, što se sprovodilo više silom nego milom. I dovelo je do migracije posebno protestantskog življa na teritoriju današnje Vojvodine.
- U anglikanizmu kralj Henri VIII u svojoj ličnosti ujedinio je ne samo zemaljsku, nego i versku vlast i tražio potpuno poslušnost podanika. Engleska kraljica (ili kralj) je i danas ne samo vrhovni poglavar države, nego i Crkve; ipak danas i tamo postoji sloboda veroispovesti.
- U današnjem demokratskom uređenju u tom pogledu uglavnom vlada odeljenost Crkve od države, odnosno država je odgovorna za svetovno, a verske zajednice za duhovno područje. Takvo je uređenje i u Srbiji i ostalim bivšim jugoslovenskim republikama.

## Literatura
- Aladár Ballagi idr (1920). Tolnai világtörténelme (VII részben), Napjaink története. Tolnai nyomda Budapest. стр. 204.
- Holzer, Jsef (1995). Zgodovina Cerkve v stotih slikah. Družina Ljubljana. стр. 38s.
- Benedik, Metod (1989). Papeži od Petra do Janeza Pavla II. Mohorjeva družba Celje. стр. 34.
- Ferenc Chobot (1909). A pápák története. Pátria, Rákospalota. стр. 107.
- Benedik, Metod (1989). Papeži od Petra do Janeza Pavla II. Mohorjeva družba Celje. стр. 65.
- Holzer, Josef (1995). Papeži od Petra do Janeza Pavla II. Družina, Ljubljana. стр. 22.
- Franzen, August (1970). Pregled povijesti kršćanstva. Kršćanska sadašnjost – Glas koncila, Zagreb. стр. 53.
- B. Bangha: Katolikus lexikon I-IV, A magyar kultúra kiadása, Budapest 1931–1933.
- M. Benedik: Papeži od Petra do Janeza Pavla II., Mohorjeva družba Celje 1989.
- F. Chobot: A pápák története. Pátria, Rákospalota 1909.
- A. Franzen: Pregled povijesti Crkve, Kršćanska sadašnjost – Glas koncila, Zagreb 1970. (po: Kleine Kirchengeschichte, Herder-Bücherei Bd. 237/238. Freiburg i. B. 1968 (2. izdaja).
- J. Holzer: Die Geschichte der Kirche in 100 Reportagen. Niederösterreichisches Pressehaus, St. Pölten 1979, 1. Auflage. (Slovenski prevod: Zgodovina Cerkve v stotih slikah, Družina Ljubljana 1995, Prevedel France M. Dolinar.  978-961-222-031-0.)
- Kalendar Dobri pastir za godinu 1963: Opći crkveni sabori. K. Karin, Udruženje katoličkih svećenika NR BiH, Sarajevo 1962.
- Lexikon für Theologie und Kirche I-X, 2. Auflage, Herder, Freiburg im Breisgau 1930-1938.
- F. X. Seppelt –K. Löffler: Papstgeschichte von den Anfängen bis zur Gegenwart. Josef Kösel&Friedrich Pustet, München 1933.
- A. Strle: Vera Cerkve, Dokumenti cerkvenega učiteljstva. Mohorjeva družba Celje 1977.
- Zgodovina krščanstva, Založba: Državna založba Slovenije v sodelovanju s Tiskovnim društvom Ognjišče, Ljubljana 1992.  978-86-341-0644-2. (izvirnik: The history of Christianity, Revised edition copyright 1990 Lion Publishing).

## Spoljašnje veze
- Mirko Đorđević, Muke sa simfonijom (republika.co.rs)
- Bojan Vićentić, Odnos Crkve i države u Vizantiji[мртва веза] (pravoslavlje.spc.rs)
- Branka Mihajlović, Srbija: Simfonija Crkve i države (slobodnaevropa.org)
- Iva Klisić, Simfonija crkve i vojske (e-balkan.net)